# فينواريفو أتسينانانا
فينواريفو أتسينانانا هي مدينة وعاصمة أنالانجيروفو، مدغشقر.